# Curvímetro

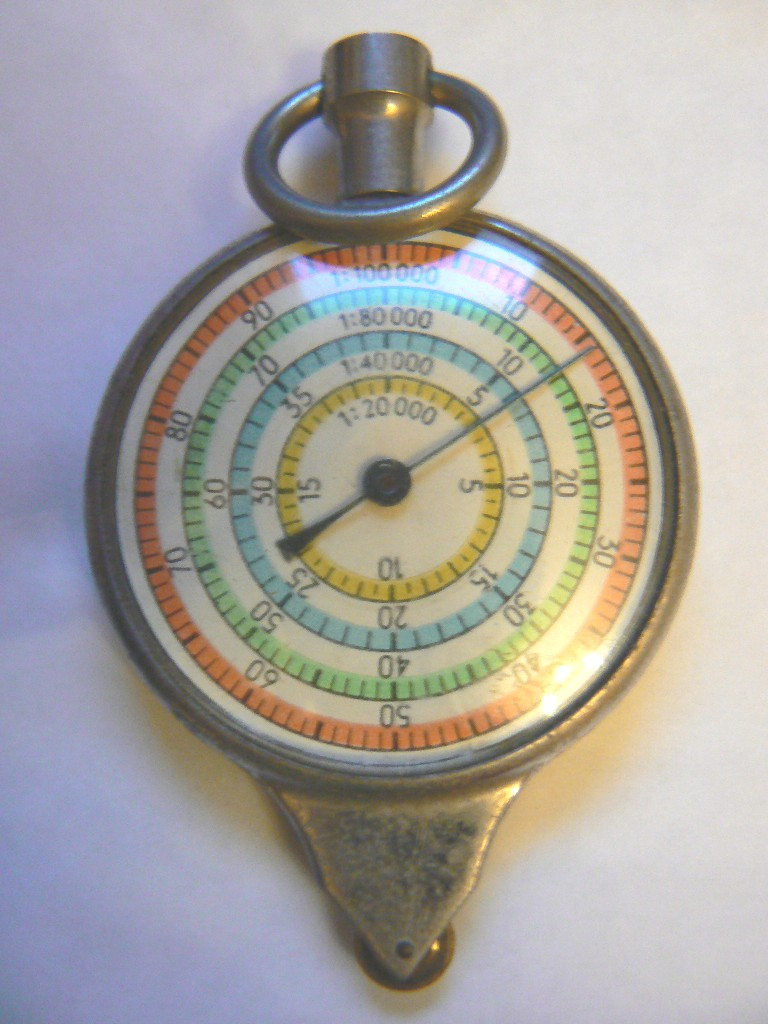
Curvímetro

O curvímetro é um instrumento mecânico ou eletrônico usado para medir o comprimento de uma curva. 
Em cartografia é usado para medir pequenas distâncias sobre um mapa. 

## Funcionamento
O instrumento é constituído basicamente por uma roda conectada a um contador de giros. Para medir o comprimento de uma curva, o utilizador faz com que a roda do curvímetro gire sobre a curva, percorrendo a mesma. O número de voltas da roda é registrado pelo contador e convertido para unidades de comprimento em diferentes escalas.
Com o curvímetro, pode-se medir o comprimento de um rio ou de uma estrada em um mapa, por exemplo, desde que a altitude não varie significativamente, pois este não considera os desníveis.